# 1100
Високе Середньовіччя •  Золота доба ісламу •  Реконкіста •  Хрестові походи •  Київська Русь

## Геополітична ситуація
Візантію очолює Олексій I Комнін. Генріх IV є імператором Священної Римської імперії, а Філіп I — королем Франції.
Апеннінський півострів розділений: північ належить Священній Римській імперії, середню частину займає Папська область, південна частина півострова окупована норманами. Деякі міста півночі: Венеція, Піза, Генуя, мають статус міст-республік.
Південь Піренейського півострова захопили Альморавіди. Північну частину півострова займають християнські Кастилія, Леон (Астурія, Галісія), Наварра, Арагон та Барселона. Королем Англії став Генріх I Боклерк, Магнус III Босоніг є королем Норвегії, а Ерік I — королем Данії.
У Київській Русі княжить Святополк Ізяславич, а у Польщі Владислав I Герман. На чолі королівства Угорщина стоїть Коломан I.
На Близькому сході існують держави хрестоносців: Єрусалимське королівство, Антіохійське князівство, Едеське графство.Сельджуки окупували Персію та Малу Азію, в Єгипті владу утримують Фатіміди, у Магрибі панують Альморавіди, у Середній Азії правлять Караханіди, Газневіди втримують частину Індії. У Китаї продовжується правління династії Сун. На півдні Індії домінує Чола. В Японії триває період Хей'ан.

## Події
- На Витечівському з'їзді князі Київської Русі уклали між собою мир і домовилися про спільні дії проти половців. У Давида Ігоровича, винуватця порушення попереднього миру, забрали Володимир-Волинське князівство, але дали йому кілька міст і грошову компенсацію.
- В Іпатіївському літописі вперше згадано місто Острог, як одне з міст, отриманих Давидом Ігоровичем.
- Італійські міста Венеція, Піза та Генуя, чий флот допомагав хрестоносцям транспортом і підтримкою, отримали значні привілеї в Єрусалимському королівстві.
- Дагоберт Пізанський став латинським патріархом Єрусалима.
- Хрестоносці почали готуватися до походу на Триполі.
- Боемунд Тарентський потрапив у полон до данішмендів. Управління Антіохійським князівством узяв у свої руки його син Танкред Тарентський.
- Після смерті Готфріда Буйонського королем Єрусалимського королівства обрано його брата Балдуїна.
- Англійський король Вільгельм II Рудий загинув на полюванні від пострілу з лука в груди. Новим королем Англії став Генріх I Боклерк.
- Після смерті антипапи Климента III прихильники імператора Священної Римської імперії Генріха IV обрали нового антипапу Теодоріха.
- Населення Китаю за оцінками становило 100 млн.

## Померли
- 2 серпня — На полюванні пострілом з лука вбито 44-річного Вільгельма II, короля Англії з 1087 року, сина Вільгельма I Завойовника.